# Jokijärvi (sjö i Jorois, Södra Savolax)
Jokijärvi är en sjö i kommunen Jorois i landskapet Södra Savolax i Finland. Sjön ligger 84,5 meter över havet. Den är 13,9 meter djup. Arean är 1,32 kvadratkilometer och strandlinjen är 10,49 kilometer lång. Sjön  ingår i Vuoksens huvudavrinningsområde.   Den ligger omkring 61 kilometer norr om S:t Michel och omkring 270 kilometer nordöst om Helsingfors. 
Jokijärvi ligger norr om Paro. 